# Shitala

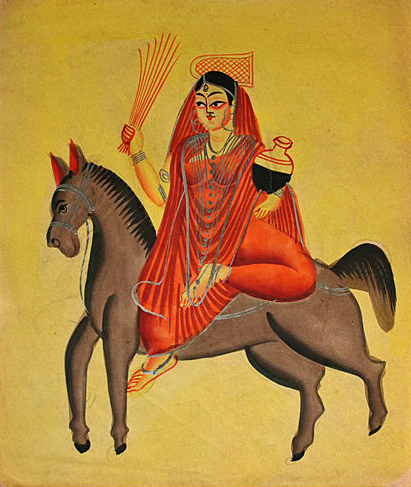
Bildnis der Shitala, 19. Jahrhundert

Shitala (Sanskrit शीतला śītalā „die Kühle“, „die Kühlende“), auch Shitalamata („Mutter Shitala“) oder Shitala Devi („Göttin Shitala“) genannt, ist die indische Pockengöttin, Göttin der Masern und Göttin der Erkrankungen (besonders der fiebrigen) im Allgemeinen. Sie ist zudem die Muttergöttin sowie Schutzgöttin von Bengalen. Darüber hinaus wird sie auch in Teilen der indischen Diaspora verehrt.

## Geschichte
Sie erscheint vor allem in manchen tantrischen Texten, eigener bengalischer Literatur wie den Shitala-Mangal-Kabyas aus dem 17. Jahrhundert, bengalischen Gedichten, manchen ayurvedischen Texten und den Skanda-Puranas. Diese gehen aber vermutlich auf eine ältere orale Tradition zurück.

## Schutz- und Straffunktionen
In tantrischen Kreisen ist sie die Beschützerin der Kornkammern, die Fülle und Überfluss verspricht. Dort wird sie auch mit dem Schutz und der Vernichtung von Feinden verbunden. Generell vernichtet sie alles, was das Wohlbefinden einschränkt und steht so in enger Verbindung mit Wachstum, Entwicklung und materiellem Wohlbefinden. Shitala sichert so Lebensqualität. Sie verkörpert die Fruchtbarkeit im landwirtschaftlichen Jahreszyklus. Die Konzeption und die Ursprungsmythen sowie das Ritual für Shitala weisen lokal große Unterschiede auf. So wird sie im indischen Bundesstaat Gujarat nicht mehr als Pocken- oder Krankheitsgöttin identifiziert, sondern als Spenderin von Glück, guten Ehemännern und guten Söhnen, ebenso als Herrscherin der Winde, Spenderin von ausgiebigem Regen, guter Ernte und reichlicher Nahrung. Sie ist dort auch für die Fruchtbarkeit von Frischvermählten zuständig. Und auch der Tag ihrer Verehrung variiert von Ort zu Ort teils sehr stark, besonders auf dem Land, wo Unstimmigkeiten im Festtagskalender im Gegensatz zum panhinduistischen Pantheon nicht unüblich sind und als nicht wesentlich erachtet werden. Obwohl die Pockeninfektion seit etwa 1980 als weltweit ausgerottet gilt, wird Shitala weiterhin verehrt, da sie auch andere Funktionen wahrnimmt, so dass sie nicht ausschließlich mit Pocken identifiziert wird. Man glaubt, dass Shitala an ihrem Festtag in die Häuser der Gläubigen kommt und sich auf dem Herd niederlegt. Ist dabei aber der Herd doch aus Versehen entzündet oder nicht ausgemacht worden, erzürnt die Göttin, infiziert die im Haus lebenden Familienmitglieder als Strafe mit Pocken und verbrennt diese von innen. Ihrem Namen und den mythischen Umständen ihrer Geburt entsprechend, liebt die Göttin alles Kalte und hasst alles Warme. Ebenso verabscheut sie Dreck und Schmutz. Sie wird oftmals mit Hunden und Katzen assoziiert. In der Regel nimmt sie die Gestalt einer alten Frau an, wenn sie Gläubigen erscheint. Gelegentlich erscheint sie aber auch in Träumen.
Heute gilt sie, wie die Göttin Shashthi, vielerorts auch als Beschützerin von Kindern. Mittlerweile wird sie zunehmend auch für moderne Erkrankungen wie AIDS verantwortlich geglaubt. Es handelt sich bei ihr um eine sehr populäre Volksgöttin (gramadevata). Shitala wird neben Westbengalen und Gujarat hauptsächlich im Norden Indiens verehrt, während sie im Süden unbekannt ist. Im Süden Indiens in Tamil Nadu entspricht ihr weitgehend die Göttin Mariyamman. Oft gilt sie als Erscheinungsform der Kali oder der Durga. In ihrer ursprünglich nicht bzw. wenig sanskritisierten Repräsentation wird sie vorzugsweise allein, unabhängig, jungfräulich, kinderlos und ohne Ehemann verehrt. Im Zuge von Saumyaisierung („Versüßlichung, Befriedung“) und damit einhergehenden Reinterpretations- und Dekonstruktionsprozessen wird ihr aber heute auch oftmals ein männlicher Ehepartner, vorzugsweise Shiva, zugeordnet, um sie zu pazifizieren und sie leichter in ein brahmanisches, panhinduistisches Pantheon zu integrieren. Shitala taucht in der klassischen Sanskritliteratur nicht auf. Der heute ursprünglich wenig bis nicht sanskritisierte Shitala-Kult ist ein Amalgam aus verschiedenen nichtsanskritisierten lokalen Volkskulten und dem Kontakt zum brahmanisierten Hinduismus. Wie viele indische Götter hat auch sie ein doppeltes Wesen: einerseits bringt sie die Pocken, andererseits kann sie Menschen aber auch davon heilen, davor bewahren und alles Leiden von ihnen nehmen.
Sie ist gnädig zu denen, die sie verehren und hart und unnachgiebig zu denen, die ihr ihre Anbetung verweigern. Shitala bestraft insbesondere diejenigen, die das Gleichgewicht von Kalt und Warm in ihrem Leben und ihrem Körper stören. Vorzugsweise wird sie von den niederen Kasten verehrt. Weit verbreitet ist der Glaube, dass Shitala nachts durch die Dörfer streift auf der Suche nach Opfern und Beute. Daher vermeiden es insbesondere Frauen und Kinder aus Furcht in dunklen Nächten in die Nähe ihrer Tempel zu gehen, um nicht auf die Göttin zu treffen.

## Besessenheit durch Shitala
Menschen, die durch Lepra oder Pockeninfektion sterben, werden nicht verbrannt, sondern begraben oder in einem Fluss beigesetzt, da dies als göttlicher Tod (Essenz der Göttin) angesehen wird und man glaubt, dass die Göttin Shitala Besitz von Kranken ergriffen hat (Besessenheit), in sie fährt und eins mit ihnen wird. Damit einher geht also durchaus auch die Vorstellung Kontakt mit der Göttin aufzunehmen und ein gewisses „Auserwähltsein“. Die Infektion mit Pocken kann also nicht nur als Strafe, sondern auch als besondere Gunst und Gnade der Göttin und große Ehre verstanden werden. Die Infektion mit der Krankheit wird oft einfach als „Kuss der Göttin“ bezeichnet. Weit verbreitet ist auch der Glaube, dass man nach einer Pockeninfektion immun gegen die Krankheit wird. Weiterhin soll sie auf die Widrigkeiten des Lebens vorbereiten, den Körper für andere Krankheiten stärken und resistent gegen sie machen. So wird die Krankheit oft als Segnung in Verkleidung aufgefasst. Die Pockenübertragung gilt also auch als Form der körperlichen und sogar der sexuellen Liebe und wird als Spiel (Lila) der Göttin verstanden. Sie gilt also durchaus auch als wünschenswerter Zustand. In Indien wurde sie seit jeher als streng religiös verstanden. Im Sanskrit werden Masern auch als choti mai oder choti mata („die kleinere Mutter“) bezeichnet, während man Pocken dort auch bari mai oder bari mata („die größere Mutter“) nennt. Wenn Shitala erzürnt, erhitzt sie sich, wodurch sie auch den Körper des Besessenen von innen verglüht und ihre Opfer überhitzt. Daher muss sie gekühlt werden. Wenn der Kranke geheilt ist, verlässt Shitala den Körper.
Frauen versuchen oft die Infektion und Besessenheit durch Shitala auf lebende (meistens Tiere) oder leblose Objekte zu übertragen, vorzugsweise handelt es sich dabei um Hunde und Flüsse. Dabei werden vom Kranken gegessene übriggebliebene Speisen den Hunden zu essen gegeben oder von ihm benutzte Gegenstände in den Fluss geworfen. Die Worte, die der Kranke durch das hohe Fieber im Delirium spricht, verstehen Gläubige als Wünsche der Göttin und handeln danach. Die Pocken selbst werden auch als Blumen, die den Körper der Göttin schmücken, bezeichnet. Man glaubt, dass Shitala ihren Begleiter Jvarasura, der 64 Pockenarten hervorruft, vorwegschickt, damit er die Menschen mit Fieber ansteckt, bevor die Göttin ihm nachfolgt und die Pocken überträgt. Dies tut sie, indem sie Pockenkeime auf ihre Opfer wirft. Vielerorts beispielsweise in Orissa leben sogenannte Kalasi, die man als besessene Personen bzw. Krankheits-Orakel ansieht und von dem die Dorfbewohner die Wünsche der Shitala erfahren. Er spricht demzufolge mit der Stimme der Göttin. Es werden auch magische Rituale praktiziert, in denen man versucht, die Göttin zum Verlassen des Körpers zu bewegen.

## Ikonographie und Symbolik
Shitala wird meist als schönes junges Mädchen, nackt, vierarmig und in roter Körperfarbe dargestellt.  Ihr Vahana ist der Esel (ein Symbol für endlose, unermüdliche, widerstandslose Mühe und Quälerei und gefürchteter Überträger von Krankheiten), und ihre Attribute sind eine silberne Rute, ein Fächer, eine Schüssel sowie ein Topf mit Wasser. Sie nutzt diese Elemente, um ein Haus von Krankheit zu befreien. Sie fegt die Keime mit ihrem Besen auf, nutzt den Fächer sie zu sammeln und kippt sie in die Schüssel. Dann spritzt sie Wasser (entnommen aus dem Ganges) aus dem Topf, um das Haus zu reinigen und die Infizierten zu kühlen.

## Mythologie

### Shitalas Geburt und Aufstieg zur Pockengöttin
Der Mythos zu Shitalas Geburt erzählt folgendes: Ein König namens Nahusha wünschte sich einst einen männlichen Nachkommen und brachte dem Gott Brahma ein Opfer da. Doch etwas ging schief und anstatt eines Sohnes entstand ein schönes junges Mädchen aus der abgekühlten Asche des Opferfeuers. Brahma fragte sie nach ihrem Namen, doch sie kannte ihn nicht. Daraufhin gab er ihr den Namen Shitala, „die Kühlende“. Shitala fragte Brahma nach ihrem Status in der Welt. Der Gott versprach ihr nach ihrer Geburt, dass die Menschen sie immer verehren werden, solange sie die Saat für eine bestimmte Linsensorte (urad dal/schwarze Linsen) einpflanzen würde. Shitala fragte nach einem Begleiter und wurde zu Shiva geschickt. Beeindruckt von ihrer Hingabe, erklärte er sich bereit ihr einen Begleiter zu gewähren und segnete sie. Aus seinen heiligen Schweißtropfen nach seiner Askese schuf er einen „Dämon“ von ungeheurer Größe. Vishnu schnitt ihn in drei Teile, Brahma oder setzte ihn wieder zusammen. Aber der „Dämon“ hatte nun drei Köpfe und drei Paare von Armen und Beinen. Er wurde entstellt und entmannt. Er erhielt den Namen Jvarasura und wurde der „Dämon“ des Fiebers. Zusammen mit ihrem neuen Begleiter reiste Shitala auf einem Esel, der einen Sack mit Linsen auf seinem Rücken trug, um die anderen Götter zu besuchen. Dabei nahm sie die Gestalt einer alten Frau an, Jvarasura die Gestalt eines kleinen Jungen. Irgendwo auf dem Weg, verwandelten sich ihre Linsen in Pockenkeime und jeder, den sie besuchte, bekam Fieber und Pocken. Die Götter baten Shitala daraufhin um Gnade, die Pocken von ihnen zu nehmen und auf die Erde zu gehen. Im Gegenzug würden sie sie immer verehren.
Die Göttin war einverstanden und ging zusammen mit Jvarasura auf die Erde, um eine neue Bleibe zu finden. Ihre erste Station war der Hof von König Bhirat, der Shiva verehrte. Doch König Bhirat wollte Shitala nicht den Vorzug vor Shiva geben und so drohte sie ihm, ihn und sein Volk zu infizieren. Er ließ sich jedoch nicht beirren, und so sandte Shitala 75 verschiedene Arten von Pocken auf ihn und sein Volk hinunter. Die Krankheit verbreitete sich wie ein Lauffeuer und es gab viele Tote. Das Volk wollte zu Shitala um Heilung beten, doch König Bhirat verbot es. Schließlich zeigte sich König Bhirat einsichtig, gab nach und Shitala heilte ihn und sein Volk. Sie alle blieben ohne bleibende Narben zurück. Dieser Mythos verdeutlicht, wie Shitala von einer ursprünglich regionalen folkloristischen Göttin Aufnahme in den sanskritisierten brahmanisierten Hinduismus fand.

### Shitala, die Kühlende
Der Mythos zur Einführung ihrer Rituale erzählt weiter:
Eines Tages infizierte sich ein Prinz mit Pocken. Gleichzeitig wurde auch der Sohn eines Landwirts von der Krankheit befallen. Der Bauer, ein Shitala-Bhakta war arm. Er hielt alle Shitala-Puja-Regeln, strenge Kochens- und Essensregeln ein und legte sehr viel wert sie mit größter Reinheit durchzuführen. Im Rahmen seiner Möglichkeiten kaufte er einen Tontopf und brachte darin kaltes abgestandenes Essen da und aß es, nachdem er es segnen (prasada) ließ. Der König auf der anderen Seite setze sich an einen Shitala-Schrein und rief die hundert Namen der Chandi. Er führte jeden Tag ein Feueropfer durch. Aber das Speiseopfer wurde mit den üblichen königlichen Küchenutensilien vorbereitet. Das erzürnte die Muttergöttin und sie begann, ihn mit Fieber zu verbrennen. Der Prinz bekam mehr juckende Wunden. Der König und die Königin versuchten Shitala zu beschwichtigen, doch es war alles vergeblich.
Der König erfuhr vom Sohn des Bauers, der von Pocken geheilt wurde. Er wurde sehr eifersüchtig. Er begann sich zu fragen, warum die Muttergöttin ungerecht gewesen sei, obwohl er so viel Zeit mit ihren Gebeten verbracht hatte. Der Bauer kam mit Lebensmitteln in einigen Schlammtöpfen gekocht. Mit solchen Gedanken beschäftigt, schlief er ein.
Die Göttin Shitala erschien in seinen Träumen. „Ich bin froh über deinen Dienst und aus diesem Grunde ist dein Sohn noch am leben. Aber du hast nicht die notwendigen Nahrungsregeln für die Zeit der Shitala eingehalten und gabst mir so viel Mühe. In solchen Zeiten kann die Verwendung von kalten Dingen nicht ignoriert werden. Vom Verzehr von Salz werden die Klumpen und der Juckreiz nur schlimmer. Deshalb ist Salz verboten. Ebenso lockt der Geist des Kranken nach Saison-Lebensmitteln mit seinem Geruch und er verlangt es. Da die Menschen hierhin und dorthin zu pflegen gehen und sich mit anderen Menschen treffen, gibt es eine Regel, dass der Kranke nicht mit anderen zusammen sein sollte. Deshalb, wenn du Glück für dich und deinen Sohn willst, darfst du ab heute nicht mehr aus Töpfen essen. Für Gesundheit gib mir ab heute nur kalte Speisen und auch deinem Sohn“.
Der König erkennt seine Fehler. Der Tag, an dem er diese Vision in seinem Traum hatte, war der Siebte der dunklen Monatshälfte des Chithirai. Er verkündete, dass am achten Tag jeder Shitala-Puja mit veraltetem Getreide und kalten Speisen verrichten sollte. Diesen Ashtam oder achten Tag nannte er Shitalashtami. Fortan wurde es üblich, an diesem Tag Shitalashtami-Puja durchzuführen.
Ein Brahmane und seine Frau hatten sieben Söhne. Alle waren verheiratet, aber keiner hatte Kinder. Eines Tages erteile eine alte Frau die Anweisung, dass die Söhne und künftigen Schwiegertöchter an Shitala Shashthi fasten sollten. Die Brahmanenfrau ließ ihre Schwiegertöchter dies in großem Glauben tun und nach einem Jahr hatten alle Töchter Söhne, die in ihren Runden spielten. Eines Tages beging die Frau aus Fahrlässigkeit einen Fehler und badete warm und machte frisches Essen. Dies machte sie zusammen mit ihren Schwiegertöchtern. In dieser Nacht erwachte die Brahmanenfrau erschreckt aus einem Albtraum. Aufgestanden, versuchte sie ihren Mann zu wecken, aber er war tot. Als sie ihn sah, begann sie vor Trauer zu schreien. Als sie nach ihren Söhnen und Schwiegersöhnen sah, bemerkte sie, dass sie auch alle gestorben waren. Dann verließ sie ihre Gelassenheit und sie begann laut zu wehklagen. Als sie ihre Schreie vernahmen, erwachten ihre Nachbarn und kamen zu ihr. Die Leute sagten, dass dies das Werk des Zornes der Bhagavati (Shitala) sei.
Als sie das hörte, wurde die Brahmanenfrau verrückt und begann schreiend in den Wald zu laufen. Auf dem Weg traf sie eine alte Frau, die von Fieber verbrannt war. Als sie nachfragte, erfuhr sie, dass dies der Grund für ihre Misere sei. Die alte Frau war niemand anderes als Shitala Devi. Bhagavati Shitala fragte die Brahmanenfrau nach einem Quark, um sie von der Hitze des Fiebers zu entlasten. Die Brahmanenfrau raste davon und brachte ihr schnell den Quark. Sie schmierte ihn auf den Körper der Göttin. Dadurch wurde das Fieber gesenkt und ihr Körper wurde gesund und kalt. Der Brahmanenfrau tat es sehr leid für sie und sie bat sie wieder und wieder um Verzeihung für ihre schlechten Taten und für das Leben ihrer Familie. Dann war Shitala Devi erfreut und sie sagte ihr, Quark auf die Köpfe der Toten zu streichen. Die Brahmanenfrau lief schnell nach Hause und tat wie ihr gesagt wurde. Dann, wie geweckt aus einem Schlaf, saßen sie alle da.
In einem Dorf lebte eine alte Frau. Es näherte sich die Basora der Shitalamata und sie bereitete kalte Speisen vor. Sie füllte den Topf und machte kalte Speisen. Einmal brach ein Feuer im Dorf aus und das ganze Dorf wurde verbrannt. Der Herr des Dorfes kam, um zu sehen, was geschehen war. Er sah, dass die Hütte einer alten Frau verschont blieb, während der Rest des Dorfes nur ein Schutthaufen war. Der Herr fragte die alte Frau nach dem Grund dafür. Die alte Frau antwortete: „König Sahab, meine Hütte wurde wegen der Barmherzigkeit Shitala matas verschont. Ich mache ein Fest ihr zu Ehren. Ich bereite ihr kalte Speisen vor“. Der König schlug eine Trommel im ganzen Dorf und befahl, dass nun jeder in der Weise der Frau die Shitalamata verehren solle.
In einer Brahmanenfamilie lebten ein Sohn und dessen Frau. Die Zeit kam und die Frau wurde schwanger, doch viel Zeit verging und sie bekam kein Kind. Eines Tages ging sie an den Fluss um etwas Wasser zu holen. Sie rutschte mit ihren Füßen aus und aus ihrem Bauch erschien ein hohler Kürbis. Nach Eintauchen dieses Kürbisses in Öl, wurden sieben Söhne geboren. Nach einiger Zeit waren sie alle aufgewachsen und der Brahmane dachte über ihre Ehen nach. Durch Zufall gab es in der Nähe einen weiteren Brahmanen mit sieben Töchtern. Er verheiratete seine Söhne mit ihnen. Der erste Tag der Shitala Shashthi kam. Da war es Winter, die alte Großmutter hatte in heißem Wasser gebadet und wies die Schwiegertochter an eine Mahlzeit mit heißem Reis vorzubereiten. Daher starben die sieben Söhne, die Kühe, Ochsen und alle Tiere. Jetzt war ihr Kummer groß.
In der Nacht zum sechsten Tag kam Shitala in Verkleidung einer alten Brahmanenfrau und erzählte von dem Fehler mit dem Essen und dem Wasser. Dann sagte sie: „Reibe morgen die Pijid der Hunde und Esel mit kühlem Quark und Tamarinde ein und tue dann Tamarinde in die Hände von Kindern, dann werden meine Hindernisse beseitigt werden“. Die alte Frau tat dies und ihre ganze Familie lebte.
In einem bestimmten Haus gab es zwei Ehefrauen. Die eine war die jüngere Frau des Sohnes und die andere war die Ältere. Es näherte sich der Tag des Randam Chat. Die jüngere Frau wurde gebeten zu kochen, aber nach Mitternacht war sie zu müde. In der Zwischenzeit begann der jüngste Sohn zu weinen und so setzte sie sich hin, um ihn zu füttern. Die Frau war sehr müde und um Mitternacht noch wach, so dass sie einschlief. Nach Mitternacht kam Shitalamata für einen Spaziergang heraus. Sie kam zu der jüngeren Frau nach Hause und setzte sich auf den Herd. Grollend im Herzen, erhielt Shitalamata Verbrennungen am ganzen Körper.
Die Frau stand am nächsten Morgen früh auf. Der Herd brannte noch. Sie sah zur Krippe und sah die Leiche ihres Sohnes, sein ganzer Körper war verbrannt.
Der Frau erkannte klar, dass sie von Shitalas Fluch getroffen war. Sie fing an bitterlich zu weinen. Aus diesem Grund freute sich die ältere Frau, die einen lang gehegten Zorn gegen sie hegte. Allerdings hatte die Schwiegermutter größere Affinität zur jüngeren Tochter und fragte sie, was geschehen sei. „Was hoffst du vom Weinen zu bekommen? Geh zu Shitala und du bekommst dein Kind wieder“.
Nachdem sie den Segen der Schwiegermutter empfing, legte die junge Frau das Kind in einen Korb und ging fort. Auf dem Weg kam sie zu zwei Teichen, von denen der eine in den anderen floss. Die Teiche waren so überlaufen, dass selbst die Spatzen nicht wagten, daraus zu trinken. „Schwester, wer bist du, fragte der eine Teich“. „Ich habe den Fluch der Shitala erhalten, sagte die Frau“. „Mein Sohn ist tot. Ich gehe zu Shitala, um den Fluch zu entfernen“.
„Meine Schwester trink nicht von unserem Wasser. Jeder, der davon trinkt, ist dazu bestimmt zu sterben. Welche Sünden haben wir begangen? Finde das Gegenmittel für unsere Sünden“.
Die Frau ging weiter und traf dabei zwei auf Stiere. Sie hatten Steinscheiben einer Handmühle um den Hals gebunden und kämpften miteinander. Beim Anblick der Frau sagten die Bullen: „Schwester, wo gehst du hin“? Die junge Frau antwortete wieder: „Zu Shitala um den Fluch zu brechen“. Die Bullen sagten: „Womit haben wir uns versündigt, dass wir zum Kämpfen gezwungen sind? Bitte frag nach dem Heilmittel für unsere Sünden“.
Zu Fuß erreichte die Frau den Wald. Unter einem Boradi-Baum saß eine alte Frau. Sie kratze ihren unbedeckten Kopf. Beim Anblick der Frau, sagte die alte Frau: „Schwester, wohin gehst du“? „Zu Shitala“. „Warum kratzt du nicht meinen Kopf“? Die Frau legte ihr totes Kind in den Schoß der alten Frau und begann ihren Kopf nach Läusen zu überprüfen. So begann die alte Frau von ihrem Kopfjucken geheilt zu werden. Die alte Frau gab ihren Segen. „Wie du meinen Kopf gekühlt hast, so kühle ich deinen Bauch“. Nachdem sie das gesagt hatte, begann der Junge auf ihrem Schoß auf einmal unruhig zu werden. Er war wieder zum Leben erweckt wurden. Die junge Frau war gerührt. Ihr Herz quoll vor Freunde über und sie nahm den Jungen auf ihren Schoß und küsste ihn. Sie erkannte, dass es sich bei der alten Frau in Wahrheit um Shitala handelte. „Dein Segen hat das Leben meines Sohnes wiedergegeben, sonst wäre das nicht möglich. Du hast meinen Bauch gekühlt und meine Wünsche erfüllt“. Sie fragte dann: „Ich habe zwei Teiche getroffen. Niemand trinkt ihr Wasser. Welche Sünden haben sie begangen?“? Shitala sagte: „In ihrem vorherigen Leben waren beide Stieffrauen. Sie stritten sich jeden Tag und sie gaben nie jemanden Buttermilch oder Gemüse und selbst wenn sie es jemanden gaben, verdünnten sie es mit Wasser. Wegen diesen Sünden trinkt niemand ihr Wasser. Du solltest ihr Wasser trinken. Dadurch wären sie von ihren Sünden erlöst“. Die Frau fragte weiter: „Auf dem Weg traf ich zwei Stiere. Um ihren Nacken hängen Steinscheiben einer Hand-Mühle. Sie kämpfen jeden Tag gegeneinander und keiner trennt sie. Welche Sünden haben sie begangen“?
Shitala sagte: „In einem früheren Leben waren die beiden Brüder, der jüngere Bruder und der ältere Bruder waren beide Männer derselben Ehefrau. Sie erlaubten niemanden etwas zu malen oder zu klopfen. Deswegen haben sie Steinscheiben aus einer Handmühle um den Hals gebunden. Entferne ihnen diese Steinscheiben. Dann werden ihnen ihre Sünden vergeben werden“. Nachdem sie Shitalas Segen erhalten hatte, ging die Frau nach Hause, um ihren Sohn zu streicheln. Auf ihrem Weg traf sie jene Bullen. So erzählte ihnen Shitalas Geschichte und entfernte ihnen die Steinscheiben von ihrem Körper. Sie hörten auf zu kämpfen. Sie ging voran und kam zu den Teichen. Sie erzählte ihnen, was Shitala ihr gesagt hatte und trank ihr Wasser. Der Teich füllte sich sofort mit Vögeln und Tieren. Alle tranken ihr Wasser. Die Frau ging mit dem Kind nach Hause und ihre Schwiegermutter freute sich das Kind zu sehen. Aber die Eifersucht der anderen Schwiegertochter war inzwischen bis ins Unermessliche gewachsen.
Nächstes Jahr um dieselbe Zeit am sechsten Tag des Monats fühlte die ältere Frau, dass es auch ihr so ergehen sollte wie der jüngeren Schwiegertochter und sie ließ über Nacht mit Absicht den Herd brennen und ging schlafen. Auch in dieser Nacht trat Shitala hinzu und verbrannte sich, wie üblich, am Herd. Ihr ganzer Körper wurde verbrannt. Sie stieß einen Fluch aus. „So wie mein Körper verbrannt ist, soll auch dein Bauch verbrannt werden“.
Am nächsten Morgen schaute die alte Frau in die Krippe und entdeckte die Leiche ihres Sohnes. So traf auch sie der Fluch der Shitala, so wie sie es wollte.
So wie die andere Frau legte sie den Leichnam ihres Sohnes in einen Korb und machte sich auf den Weg, um Shitala zu suchen. Dabei traf auch sie auf die beiden Teiche. Die Teiche riefen ihr zu: "Schwester, wohin gehst du"? "Zu Shitala", antwortete sie. Die Teiche fragten sie dasselbe, wie ihre verhasste Rivalin. Wütend antwortete die Frau: "Ich bin nicht so faul wie ihr. Ich bin gekommen, weil Shitala meinen Sohn in eine Leiche verwandelt hat. Weiter auf ihrem Weg traf sie die zwei Stiere: "Schwester, Schwester, wohin gehst du", wollten sie wissen. "Zu Shitala". "Kannst du ihr eine Botschaft von uns ausrichten"? Wütend antwortete sie: "Ich bin nicht faul wie ihr. Ich bin nur wegen meinem Sohn hier, den Shitala getötet hat". Danach ging sie weiter ihres Weges. Im Wald traf sie unter einem Boradi-Baum die Shitala, sich am Kopf kratzend. "Schwester, wohin des Weges"?
„Zu Shitala“. „Kannst du nicht bleiben, um meinen Kopf nach Ungeziefer zu untersuchen“?, sagte die Alte. Verächtlich antwortete sie: „Ich bin nicht faul wie du. Ich bin hier, weil die Göttin meinen Sohn in eine Leiche verwandelt hat“.
Nachdem sie das gesagt hatte, ging sie weg. Wandernd den ganzen Tag, zählte sie die Bäume, aber ohne Shitala zu sehen. Nachdem sie bis spät in die Nacht auf der Suche nach ihr weitergewandert war, kehrte sie jammernd und erschöpft nach Hause zurück, immer noch mit der Leiche ihres Sohnes im Schlepptau.
Viele Mythen erzählen auch von ihrem Zorn und ihrer Rache, mit denen sie Verbrennungen an Kindern hervorruft:
Ein Mythos erzählt von einer armen Schwiegertochter und ihrer schrulligen Schwiegermutter. Sie bereiten Süßigkeiten und Lebensmittel für den nächsten Tag für die Shitala-Feierlichkeiten vor. Die Schwiegertochter war aber erschöpft und schlief, nachdem sie ihr Kind ins Bett geführt hat, ein. Um Mitternacht kam Shitala vorbei und legte sich auf dem Herd nieder und wurde von diesem, da er nicht ausgestellt worden war, verbrannt. Shitala verfluchte diese Frau und sagte: „Wie ich verbrannt wurde, so wird auch ihr Kind verbrannt werden“.
Beim Aufwachen erkannte die Frau ihre Torheit und sah, dass das Kind verbrannt wurde. Andere Dorfbewohner wiesen darauf hin, dass es ihre eigene Schuld sei, da Shitala durch den Ofen gequält, erzürnt und verbrannt wurde und ihr Kind deswegen verbrennen ließ. Die Frau erhielt die Erlaubnis, Shitala im Wald zu suchen und traf auf eine alte Frau mit Schuppen und einigen winzigen Mikroben in ihrem Haar. Die alte Dame fragte, wohin sie denn gehe und ob sie Zeit erübrigen könne, ihre Haare von Insekten und ähnlichem zu reinigen. Die junge Mutter entsprach diesem Wunsch, ihrer selbstlosen Art gemäß und reichte der alten Frau ihr Baby.
Nach etwa einer Stunde bekam sie das Baby wieder und die Mutter merkte plötzlich, dass Shitala in Wahrheit die alte Frau in Verkleidung war. Sie zeigte Hingabe und fiel in den heiligen Lotussitz und bat um Verzeihung für ihren Fehler. Dies machte Shitala sehr glücklich, sie verzieh der jungen Mutter und versprach ihr von nun an immer hilfreich zu sein, solange an ihrem Festtag die Öfen ausblieben.
Im nächsten Jahr machte die eifersüchtige Schwägerin der jungen Mutter mit Absicht nicht ihren Herd aus, damit ihr Kind von Shitala mata verbrannt werde. Sie reiste in den Wald, aber ignorierte die alte Frau und kehrte mit einem toten Baby im Arm zurück.
Da weinte die Frau, bat die Mutter um Vergebung und betete zu Shitalamata das Kind wieder lebendig zu machen. Shitala segnete das Kind und später legte die eifersüchtige Tochter ein Geständnis vor ihr ab und bat um Vergebung. So wurde das Festival mit Hingabe gefeiert. Alle Süßigkeiten und Lebensmittel werden am Tag zuvor vorbereitet. Öfen ausgeschaltet und mit Wasser besprengt. Gläubige nehmen ein kaltes Bad in der Frühe und es sind Frauen und kleine Kinder, die Shitala meistens anbeten, um Segen von der Göttin zu ersuchen.

### Shitala als Glücksspenderin
Es lebte ein König in Hastinapur. Sein Name war Indraduman. Der Name seiner Frau war Dharmasila. Dharmasila hatte Qualitäten, die in ihrem Namen ausgedrückt wurden. Ihre Treue zur Religion konnte nicht überschätzt werden. Diese Einstellung hatte dem Paar eine Tochter gegeben. <ihr Name war Subhakari. Sie war genauso religiös wie ihre Mutter. In ihrer Schönheit stand sie einer himmlischen Nymphe (Apsara) in nichts nach. Als sie erwachsen war, verheiraten ihre Eltern sie mit Gunavana, dem Sohn des Königs von Kaudinyanagar. Nach ihrer Heirat ging Subhakari ins Haus ihrer Schwiegereltern. Danach ging sie wieder ins Haus ihrer Eltern.
Nach ein paar Tagen kam der Prinz Gunavana um Subhakari zurückzuholen. Es war der Shitala-Satan-Tag. So sagten Subhakaris Eltern ihr: „Bleib hier, egal ob es möglich ist oder nicht. Heute ist der Shitala-Satan-Tag. Mutter Shitala wird uns Glück bringen. Deswegen gehst du, nachdem du dein Gelübde (vrata) abgelegt hast“. Nachdem er das gesagt hatte, begann der König Vorbereitungen für die vrata zu treffen.
Subhakari wurde zum Teich gesagt, um dort mit dem Priester und seiner Frau zu baden. Die drei zogen überall im Wald umher. Aber der Teich war nirgendwo zu finden. Subhakari war erschöpft. Sie war niemals so viel gegangen. Doch trotz all dem ging weiter, beständig den Namen der Shitala rufend. Der müde Priester legte sich unter einem Baum. Die Frau des Brahmanen setzte sich in der Nähe nieder. Aber Subhakari ging unermüdlich weiter auf der Suche nach einem Teich. In der Zwischenzeit sah sie eine alte Frau. Sie ging näher zu der alten Frau und frage sie: „Hast du einen Teich hier in der Nachbarschaft gesehen? Ich habe heute das Shitalama-Gelübde. Ich bin die Tochter des Königs. Ich bin für das Bad gekommen“.
Der alten Frau tat Subhakari leid. Sie erzählte Subhakari: „Es ist gut dass du gekommen bist. Komm weiter. Ich sollte dir den Teich zeigen. Nimm ein Bad in dem Teich, verrichte dort Shitalamata-Puja und dein Ehemann wird lange leben“.
Kaum noch fähig zu laufen, ging Subhakari mit der alten Frau. Nach einer Weile, kamen sie an einem Teich vorbei. Dann nahm Subhakari ihr Bad. Sie vollzog die Puja der Göttin. Shitala war zufrieden. Und sie gewährte ihr einen göttlichen Gefallen.
Sich zufrieden fühlend, ging Subhakari nach Hause. Auf dem Weg fand sie die Frau des Brahmanen weinend vor. Als sie das sah, musste die Prinzessin selbst anfangen zu weinen. Nachdem sie aufgehört hatte zu weinen, sagte die Brahmanenfrau: „Schwester, ich sollte eine Sati sein. Eine sündige Schlange hat meinen Ehemann gebissen. Was ist mein Leben jetzt noch wert“? Die Prinzessin wurde traurig, als sie das hörte und erinnerte sich daran zu Shitala zu beten.
Wehrendessen sagte die Brahmanenfrau. „Ich werde mich aufs Feuer werfen. Bleib du hier“. Indem sie das sagte, machte sie sich selbst zu einer Sati.
Die Prinzessin fing an zu Shitala zu beten. Daraufhin erschien die Göttin und frage: „Mein Kind, warum erinnerst du dich an mich“?
Während sie weinte, sagte die Prinzessin: „Mutter, Mutter, du bist die Vernichterin der Witwenschaft. Bitte habe Gnade mit mir und erwecke den Priester wieder zum Leben“.
Die Göttin sagte: „Kind, erfülle die Leistung des Gelübdes, dass du heute gegeben hast. Dann wird der Brahmane wieder zum Leben erweckt“.
Die Frau gab die Leistung des vrata zu der Brahmanenfrau und schon wurde ihr Mann wieder zum Leben erweckt.
Als sie das sah, dachte sie darüber nach auch die Puja für Shitala durchzuführen.
Sie sagte der Prinzessin: „Schwester, erzähle mir die Methode des vrata. Egal, ob es erzählt oder nicht erzählt werden kann. Ich wünsche das Gelübde für Shitala abzulegen und ihre Puja zu verrichten“. Die Prinzessin erzählte ihr die Methode der vrata und die Brahmanenfrau begann die Shitala-Puja zu verrichten.
In der Zwischenzeit war der Prinz böse, weil seine Frau so lange weg war. Er verließ sein Zuhause, um die Prinzessin zu suchen. Währenddessen gingen die Prinzessin, der Brahmane und seine Frau die Straße entlang. Die Prinzessin sah ihren Ehemann tot. Sie begann zu weinen. Und sie konnte nicht aufhören. Als sie das sahen, begannen auch die Bäume, Tiere und Vögel mit ihr zu schluchzen. Deswegen erschien Shitalama und sagte: „Kind, wer Shitala-Vratas ausführt, wird niemals an Witwenschaft leiden. Also gehe und wecke deinen Ehemann auf“. Als sie das sagte, verschwand die Göttin.
Während sie sich an Shitala erinnerte und zu ihr betete, erweckte die Prinzessin ihren Ehemann wieder zum Leben. Der Prinz wachte auf, wie nach einem erholsamen Schlaf zu Hause. Deswegen erzähle Subhakari der alten Frau: „Mutter, gib mir so eine Gunst, dass ich niemals Witwe werde, niemals Armut erfahren muss und niemals von meinem Ehemann getrennt sein muss“.
Da nahm die alte Frau die Form der Shitala an und sagte: „So sei es, wer immer die Puja mit ganzer Treue ausführt und diese Katha hört, soll niemals die Gelegenheit haben, Witwe zu werden“. Im Moment, als sie das sagte, verschwand die Göttin. Danach verehrte die Prinzessin Shitala und nahm ihre Prasada.

### Die Pockengöttin (Fastenmärchen)
Ein anderer populärer Mythos erzählt Folgendes: Es waren einmal ein König und eine Königin. Sie trugen zwar den Titel „König“ und „Königin“, waren aber trotzdem bitterarm, so dass es kaum für eine tägliche Mahlzeit reichte. Sie hatten sieben Töchter. Als die Königin eines Tages erneut schwanger war, fragte der König, was sie denn essen wolle. Sie antwortete, dass es ihr nach vielem gelüste, aber woher sollten sie es nehmen? Zudem befürchtete sie, dass ihre ebenfalls hungrigen Töchter ihr alles wegessen würden. Doch der König riet ihr, es nachts zu machen, wenn alle Töchter schlafen. Sie solle sich wünschen, was auch immer sie wolle. Die Königin entschied sich für Khir.
Daraufhin ließ der König alle Zutaten dafür bringen. Die Töchter hatten aber mitangehört und sannen auf eine List: Aus der Küche holten sie Töpfe und andere zum Kochen gehörende Dinge, versteckten sie und gingen anschließend schlafen. Spät in der Nacht dachte die Königin, dass nun alle Töchter fest schliefen, und ging daran, ihren Khir zu bereiten. Sie nahm alle Zutaten und begab sich in die Küche. Doch sie fand keine Streichhölzer, um den Herd zu entzünden. Daher entschied sie sich, die Große aufzuwecken, sie könnte ihr ja ein wenig abgeben. So weckte sie ihre älteste Tochter, die ihr bereitwillig die Streichhölzer gab. Die Königin ging nun daran, Feuer zu machen, doch sie fand keinen passenden Topf, den die Kinder ebenfalls versteckt hatten. So entschloss sie sich, ihre jüngste Tochter zu wecken, von der sie glaubte, sie habe den Topf irgendwo hingetan. So weckte die Mutter auch ihre jüngste Tochter und fragte sie nach dem Verbleib des Topfes. Nun fehlte ihr ein Löffel, für den die nächste Tochter geweckt werden musste, und so ging es dann immer weiter. Die Königin war voller Zorn und machte sich missmutig daran, den Khir zuzubereiten. Und so geschah es dann auch.
Die jüngste Tochter schüttete kleine Steine in den Puddingtopf. Die Königin war nun gezwungen, ihren mittlerweile wachen Töchtern abzugeben, und wollte ihnen von der oberen, dünnen Schicht des Khir geben. Die sättigende untere und sahnige Hälfte wollte sie nachher selbst verspeisen. Und so geschah es dann auch. Die Kinder aßen sich satt, bis sie fast platzten, und legten sich dann todmüde zu Bett.
Nun nahm die Königin den Topf und schüttete den Rest auf ihren Teller. Jetzt bemerkte sie die vielen Steine, sammelte sie außer sich vor Zorn auf und aß den Rest.
Am nächsten Tag beschwerte sie sich beim König über ihre missratenen Töchter. Der wies sie an, den Kindern etwas zu essen einzupacken. Er wollte mit ihnen Waldbeeren sammeln gehen. Und so tat die Königin, wie ihr gesagt wurde. Nur für die Jüngste packte sie nichts zu essen ein, denn auf sie war sie immer noch böse. Deshalb tat sie nur Asche in ihr Esspaket.
Im Wald angekommen, setze sich der König müde unter einen Baum und sprach zu den Kindern: „Kommt, esst euch im Wald satt und sammelt Waldbeeren. Wenn ich auf der Spitze dieses Baumes meinen Turban schwenke, kommt ihr zurück.“
Und so taten die Mädchen, und als sie müde waren und sich sattgegessen hatten, kehrten sie zurück. Auf dem Baum sahen sie den Turban des Vaters, der ihn dort festgebunden hatte und – wie vorher mit seiner Frau besprochen – verschwunden war. Sie fanden den Vater nicht und fingen bitterlich zu weinen an. Sie mussten sich damit abfinden, fortan im Wald zu leben und sich dort von Früchten und Wasser zu ernähren.
Eines Tages bemerkten die Töchter, dass es in der nächsten Stadt keinen Shitaladevi-Tempel gab. Also beschlossen sie: „Wir werden Shitala Devi“. Das war allerdings nicht so leicht wie gedacht, da sie dazu göttliche Kräfte brauchten.
Also rissen sie einige kleine Büsche aus und sprachen: „Wenn wir göttliche Kräfte haben, soll hier Wasser sprudeln.“ Aus Erde formten sie sieben Eselchen, die Reittiere der Shitalamata, und sagten: „Wenn wir göttliche Kräfte haben, sollen sie zu richtigen Eseln werden.“ Und so geschah es auch, das Wasser begann zu sprudeln und die Esel wurden lebendig.
Die sieben Schwestern bestiegen die Esel und schlugen den Weg in die Stadt ein. Sie begaben sich zum Palast des Königs und zum Hause eines Bhat. Es dauerte nicht lange und der Königssohn sowie sämtliche Kinder des Hauses erkrankten an den Pocken. Nun wollten die sieben Schwestern den König aufsuchen. Der wusste von seinem Diener schon von ihrem anstehenden Besuch und fragte diesen: „Wieviel Mann sind es zu Fuß und zu Pferde?“ „Es kommt niemand zu Fuß und niemand zu Pferde“, antwortete der Diener. „Sie reiten auf Eseln!“ Daraufhin befahl der König, dem Besuch mit heißem Öl und mit Bambus-Schlagstöcken aufzuwarten. Die sieben Schwestern wurden vom Öl schrecklich verbrannt und rannten davon. An einem Brunnen fielen sie schmerzerfüllt zu Boden. Sie hatten aber Glück, denn die Frau des Bhat war gerade dabei, dort Wasser zu schöpfen. Dabei fiel etwas kühlendes Wasser auf die verbrannten Schwestern, die dadurch von ihren schweren Verletzungen genasen. Aus Dankbarkeit segneten sie nun, nachdem ihr Zorn verblasst war, die Frau mit guten Wünschen. „So wie du uns gekühlt hast, so soll auch deinen Kindern Kühlung zuteil werden!“ Daraufhin hielt die Frau die sieben Schwestern für Göttinnen. Sie begann nun mit den Scherben eines Krugs Wasser über die Schwestern zu schlagen. Je besser ihr Zustand wurde, desto besser wurde auch der Zustand ihrer kranken Kinder zuhause. Als sie wieder ganz genesen waren, wollten sie etwas zu essen haben. Da kam die Stiefmutter zum Brunnen und beschwerte sich bei der Frau, dass sie sich nicht um ihre Kinder kümmere und die ganze Zeit am Brunnen verbringe. Doch die Schwiegertochter entgegnete ihr, dass sie nicht schimpfen solle. Diesen sieben Schwestern hätten sie die Heilung der Kinder zu verdanken.
Anlässlich der Heilung der Kinder wurde im Haus des Bhat ein großes Fest gefeiert. Davon erfuhr auch der König, erzürnt darüber, wie jemand es wagen konnte, fröhlich zu sein, während der Königssohn schwerkrank im Sterben lag. Daraufhin ließ er den Bhat als Strafe festnehmen, fesseln und in seinem dunklen Kerker einsperren. Doch Shitala Devi durchschnitt die Fesseln des Gefangenen und befreite ihn. Der König ließ ihn daraufhin erneut festnehmen und fesseln. Doch die Göttin befreite ihn abermals. Und so geschah es noch etliche Male.
Schließlich resignierte der König und verbeugte sich vor Shitala. Ihr zu Ehren veranstaltete er ein großes Opferfest und legte ein Gelübde ab, sie zu verehren, um sie zu beschwichtigen und um sie dazu zu bewegen, seinen Sohn gesunden zu lassen. Aber Shitalamata zeigte sich unnachgiebig mit dem König und ließ keine Gnade walten. „Deine Frau soll alle ihre Kleider ausziehen und mir einen Altar errichten“, sprach sie. „Dann sollst du mir Speisen darbringen. Wenn ihr das tut, könnt ihr euren Sohn behalten, aber er wird auf einem Auge blind und durch Pockennarben entstellt sein. Folgt ihr meinem Befehl nicht, so wird er sterben.“
Dem verzweifelten Königspaar blieb nichts anderes übrig, als der Göttin zu gehorchen, ihr Sohn wurde zwar von den Pocken geheilt, aber es geschah wie die Göttin sagte, und durch ihren Zorn blieb er pockennarbig und auf einem Auge blind.

## Ritual und Verehrung
Shitala Devi wird vor allem in den trockenreichen Zeiten im Sommer und im Winter verehrt, in der die Ansteckungsgefahr für Pocken besonders groß ist. Ursprünglich hatte sie keine Tempel und wurde an kühlen, feuchten Orten zuhause geglaubt, vorzugsweise den Neem-Bäumen. Ihre Tempel, die als ihr Wohnort betrachtet werden, befinden sich meistens am Rande von Dörfern oder in verlassenen tiefen Wäldern und bevorzugt in der Nähe von Neem-Bäumen. Besonders wird die Göttin von Kindern und Frauen verehrt. Frauen bitten für ihre Kinder um Verschonung von der Pockenkrankheit. Neben ihrem besonderen Festtag, Shitalashtami, wird sie besonders verehrt, wenn die Pockenkrankheit in Dörfern ausbricht.
In Ritualen muss Shitala besänftigt werden. Sie müssen mit äußerster Reinheit durchgeführt werden, rituelle Waschungen des Gläubigen sowie des Hauses sind von äußerster Wichtigkeit. Am häufigsten wird die Göttin zusammen mit ihren sechs Schwestern, allesamt Krankheitsgöttinnen, verehrt. Das Ritual für Shitala besteht hauptsächlich darin, sie mit Wasser zu überschütten, um sie zu kühlen. Dabei wird sie jedoch meistens in Form von roten unregelmäßigen Steinen mit einem Loch in der Mitte, bemalten Köpfen oder einem heiligen Wassertopf verehrt. Treue Gläubige tragen ein Amulett mit Shitalas Bild um ihren Hals. Hauspriester rezitieren das Shitalashtak, einem Mantra ihr zu Ehren. An Shitalashtami („Shitalas Achter“), in manchen Orten auch Shitala Shashthi („Shitalas Sechster“) ihrem Festtag, wird traditionell gefastet. Außerdem wird kein warmes Essen gegessen und der Herd wird nicht mit Feuer entzündet. Stattdessen werden am Vorabend bestimmte, nicht leicht zu verderbende Speisen (Basauda) zubereitet, die am nächsten Tag kalt gegessen werden, ebenso Süßspeisen. Auch der Göttin selbst werden meistens kalte, abgestandene und übriggebliebene Speisen oder Essensreste geopfert, ebenso wie Blut oder rohes Ziegen-, Schweine-, Enten- oder Hühnerfleisch („Balis“, die stets männlichen Tieropfer werden vor dem Schrein der Göttin rituell enthauptet), daneben auch Eselsmilch (wegen der engen Verbindung zu ihrem Reittier) und Neem-Blätter. Die Frauen richten an diesem Tag aus Erde oder Kuhdung eine glatte Fläche im Boden her, aus der sie dann das sogenannte Alpana der Shitala mit Augen aus Baumwollsaat oder Kaurischnecken herstellen, dass sie zuhause aufstellen. Dabei erscheint sie oft mit 100 oder auch 1000 bemalten Augen, die alles sehen können und ihre Omnipräsenz und Omnipotenz ausdrücken. Shitala erinnert die Gläubigen an die Einhaltung und Notwendigkeit von Hygiene und Sauberkeit. Frauen verbringen die Nacht mit Durchwachen und dem Singen von Liedern. Dabei werden verschiedene Gelübde (vrata) abgegeben, beispielsweise bis zur Genesung des Kranken keine Süßspeisen zu essen. Man bittet die Göttin um Regenfälle, Rückgang von Hitze und Ernte. Um Pockenkranke zu heilen, übergießen die dörflichen Hauspriester, Malis genannt, bei denen es sich meistens um Arbeiter oder Gärtner handelt, das Alpana der Shitala mit kaltem Wasser. Das dabei ablaufende gesegnete (Prasada) Wasser wird dann dem Kranken zum Trinken und anschließend zur Kühlung gegeben. Häusliche Priester knüpfen auch eine Haarlocke, eine Kaurischnecke, ein Stück Gelbwurz und einen goldenen Gegenstand vom rechten Handgelenk des Patienten zusammen. Teilweise werden Shitala auch Blumen dargebracht, die man nach der Puja den Kindern in die Haare flicht, um sie vor Krankheiten zu bewahren. Shitala besonders heilig sind die Blätter des Neem-Baumes. Diese spielen in ihrem Kult eine zentrale Rolle, beispielsweise werden Kranke mit den kühlenden Blättern eingerieben oder baden darin, man fächert ihnen damit zu, legt sie den Kindern unters Bett, die Zimmer der Kranken und die Eingänge zum Haus werden damit ausgelegt und behängt. Dies dient auch als Warnung, dass ein Mitglied des Hauses von der Krankheit befallen ist. Die Krankheit wird teilweise mit der abgekühlten Asche aus verbranntem Kuhdung behandelt. Dieser wird auch vor die Häuser und die Türen der Kinder gelegt, dass Besucher, die darin treten, sich reinigen können. Auch werden dem Patienten bittere Kräuter und Tee verabreicht. Den Namen der Kräuter kennen nur die Hauspriester, die ihn nicht verraten. Gibt man der Göttin etwas Bitteres, verlässt sie den Körper, so glaubt man. In manchen Fällen wird der Patient auch mit Sandelholzöl eingerieben. Viele Menschen kommen um den Patienten zu sehen, bringen ihm oftmals kühle Speisen mit und grüßen ihn hochachtungsvoll. Nachdem die Pocken des Kranken ausgefallen sind, werden die Krusten gesammelt und als Dank Shitala dargebracht. Die Verehrung der Göttin wird dabei nicht als Ersatz für Impfungen angesehen, sondern als Ergänzung und Alternative. Viele Gläubige malen sich sogar Punkte ins Gesicht, um die Krankheit zu imitieren. Um Shitala zu besänftigen, wickeln Eltern am fünften Tag nach der Infektion ihre Kinder in ein weißes Tuch und gehen damit zum Tempel der Göttin, wo sie in Gebeten die Namen der Kinder nennen, um sie segnen zu lassen. Auf dem Rückweg vom Tempel wird ein Symbol aus Kuhdung an die Hauswand oder das Hausgelände gemalt.

### Tabus
Der Kult der Göttin Shitala ist mit einigen Tabus verbunden. Angehörigen ist in der Zeit der Infektion, das Tragen von Schuhen, das Schneiden von Nägeln, das Schneiden und Kämen von Haaren, Geschlechtsverkehr sowie das Reisen untersagt. Auch dürfen sie in dieser Zeit keine anderen Familien besuchen. Ebenso ist der Besuch, während der Menstruationszeit strikt verboten. Frauen dürfen währenddessen keine schwarze Kleidung tragen. Schreine von anderen Göttern werden in dieser Zeit nicht besucht, um nicht den Zorn der Göttin zu erregen. Feste und trauervolle Zeremonien werden vermieden. Meinungsverschiedenheiten, Streit und Klagen sind solange verboten. Während dieser Zeit wird darauf verzichtet, Essen mit Gewürzen anzubraten. So lange die Krankheit anhält, werden dem Betroffenen nur kalte ungekochte Speisen und Getränke sowie Milch gegeben. Es wird weder Fleisch noch Fisch gebraten, ebenso wird auf süße Speisen und Likör verzichtet. Die Kranken dürfen sich nur am Sonntag, Dienstag und Donnerstag baden, andere Tage gelten als unheilvoll. Es darf nur kalt geduscht werden. Der Herd bleibt aus und wird mit Wasser besprenkelt.